# Великанов, Николай Павлович
Великанов Николай Павлович (1901, Новодашково, Костромская губерния — не ранее октябрь 1949) — советский военачальник, представитель высшего командно-начальствующего состава Пограничных войск НКВД СССР и РККА, генерал-майор (28.4.1943).

## Биография
Николай Павлович Великанов родился в 1901 году в селе Новодашково (ныне — Некрасовского района Ярославской области).
В Красной Армии с 1920 года.
В 1920—1921 гг. принимал участие в борьбе с бандитизмом в Гражданской войне.
В рядах НКВД с 1923 года.
В 1923 году закончил 5-ю Киевскую пехотную школу комсостава РККА.
С 1929 года член ВКП(б).
В 1941 году Николай Павлович Великанов в звании полковника занимал должность начальника штаба УПВ НКВД Молдавской ССР.
С 22 июня 1941 года участник Великой Отечественной войны на Южном и Волховском фронтах.
По воспоминаниям командного состава, Николай Павлович Великанов с первых дней Отечественной войны работал начальником штаба пограничных войск НКВД МССР, проявлял огромную настойчивость и энергию в деле руководства боевыми операциями пограничных частей на реке Прут.
С 1 июля 1941 года назначен начальников охраны тыла 9 Армии Южного Фронта, где показал себя волевым командиром и хорошим организатором службы заграждения и наведения революционного порядка в тылу Армии. Лично руководил пограничными частями в районе Кривое Озеро, участвовал в боях.
20 декабря 1941 года за проявленное мужество, стойкость в бою и умелую организацию охраны тыла был награждён орденом Красной Звезды.
22 декабря 1942 года за участие в боях награждён медалью «За оборону Ленинграда».
2 апреля 1943 года полковник Николай Павлович Великанов за образцовое выполнение заданий командования на фронте был награждён орденом Красного Знамени.
28 апреля 1943 года Николай Павлович Великанов получил звание генерал-майора.
23 августа 1944 года награждён орденом Красного Знамени повторно.
С 01 февраля по 26 октября 1944 года Николай Павлович начальник Управления войск НКВД по охране тыла Волховского фронта.
С декабря 1944 года по октябрь 1949 года генерал-майор П. В. Великанов начальник пограничных войск НКВД-МВД Туркменской ССР.
29 июня 1945 года награждён орденом Богдана Хмельницкого II степени.
21 сентября 1945 года награждён орденом Кутузова II-й степени.

## Награды
- Орден Ленина
- Орден Красной Звезды (20.12.1941)[5]
- Медаль «За оборону Ленинграда» (22.12.1942)[6]
- Орден Красного Знамени (02.04.1943)
- Орден Красного Знамени (23.08.1944)
- Медаль «За победу над Германией в Великой Отечественной войне 1941—1945 гг.» (09.05.1945)
- Орден Богдана Хмельницкого II степени (29.06.1945)
- Орден Кутузова II-й степени (21.09.1945)